# 萩警察署
萩警察署（はぎけいさつしょ）は、山口県警察が管轄する警察署の一つである。

## 所在地
- 山口県萩市土原476番地1

## 管轄区域
- 山口県萩市
- 山口県阿武郡阿武町

## 沿革
- 1872年5月 山口県萩支庁に取締組を設置。
- 1876年2月 萩警察出張所に改称。
- 1876年10月 第7警察出張所に改称。
- 1877年3月 萩警察署に改称。
- 1948年3月7日 萩市警察署と阿武西地区警察署に分離。
- 1954年7月1日 萩市警察署と阿武西地区警察署を統合し萩警察署に改称。
- 2005年4月1日 阿東警察署より萩市の旧むつみ村区域を移管。
- 2007年4月1日 警察署再編計画により江崎警察署を統合し、江崎幹部交番を設置。管轄区域が萩市全域と阿武町になる。

## 幹部交番
（）の中は所在地。

### 萩市
- 江崎幹部交番（萩市大字下田万1254-1）

## 交番
（）の中は所在地。

### 萩市
- 新川交番（萩市大字椿東3011-1）

## 駐在所
（）の中は所在地。

### 萩市
- 須佐駐在所（萩市大字須佐4202）
- 弥富駐在所（萩市大字弥富下4161-2）
- 小川駐在所（萩市大字中小川647）
- 山田駐在所（萩市大字山田4270-1）
- 三見駐在所（萩市三見3506-10）
- 大井駐在所（萩市大井1723-4）
- 見島駐在所（萩市見島2273）
- 明木駐在所（萩市大字明木3453-1）
- 佐々並駐在所（萩市大字佐々並1910-1）
- 川上駐在所（萩市川上4216-44）
- 福井駐在所（萩市大字福井下4012-6）
- 紫福駐在所（萩市大字紫福3359-1）
- 吉部駐在所（萩市大字吉部上3186-1）
- 高俣駐在所（萩市大字高佐下10-3）

### 阿武町
- 奈古駐在所（阿武郡阿武町大字奈古2844-2）
- 宇田郷駐在所（阿武郡阿武町大字宇田2228-9）
- 福賀駐在所（阿武郡阿武町大字福田下1543-8）